# 那日图庙
那日图庙，位于内蒙古自治区锡林郭勒盟正蓝旗，是一座藏传佛教格鲁派寺院。

## 简介
那日图庙是正蓝旗历史上有名的寺庙之一。第二次国共内战时期，正蓝旗民主政府和旗支会所在地先后设在那日图庙、浩勒图庙、伊和宝日汗庙。